# T-34-57
T-34-57(러시아어: Т-34-57)는 제2차 세계 대전 당시 독소전쟁에서 사용된 전차로, T-34에 기초한 중형전차이다. 기본 전차인 T-34와는 달리 주무장으로 강력한 대전차포인 57mm 대전차포를 장착해 사격 효율을 늘렸고, 이에 따라 러시아에서는 종종 구축전차로 분류되기도 한다. 독일에서 5호 전차 판터, 엘레판트, 6호 전차 티거 1와 같은 강력한 중전차 및 구축전차가 등장하자 T-34-57은 도태되었다. 1943년 T-34-57 전차의 생산은 중단되었지만, 주포 57mm 대전차포는 1950년대까지 생산되었다.

## 개발
1940년 봄 KV-1와 T-34 전차의 장갑을 강화하자는 의견이 나왔었다. 전간기에 제작된 45mm 대전차포 M1932는 바르바로사 작전 당시 화력이 충분하지 않았기 때문에 소련 정부는 50mm에서 60mm 사이의 구경을 가진 대전차포를 요구했다. 동시에 1941년 57mm 대전차포가 등장했다. 소련 당국은 같은 해인 1941년 이 대전차포를 붉은 군대에 정식으로 도입했으며, 소련 내무인민위원회 소속 V.G. 그라빈은 T-28 중형전차의 차체에 57mm 대전차포를 탑재하려고 노력했다. 1940년 9월 G. I. 쿨리크 장군은 57mm 대전차포를 탑재한 새로운 T-28 전차의 제작을 명령했다.
이 작업은 76mm 대전차포를 개발하려는 작업과 병행되었기 때문에 속도가 느렸다. 새로운 T-28의 시제품이 1940년 12월에 나왔고, 1941년 4월 계획되었던 57mm 전차포가 T-34에도 탑재되었다. 시험을 거쳤지만 57mm 전차포의 성능은 좋지 않은 것으로 드러나 수리에 맡겨졌다. 57mm 전차포의 또 다른 변형인 ZIS-4가 이미 공장에 도착한 상황이었고, 시험 결과 성능이 우수함이 입증되었다. ZIS-4는 최대 사거리에서 73mm에서 82mm의 장갑을 뚫을 수 있었고, 기본적으로 83mm에서 98mm의 장갑을 관통할 수 있었다. 이후 개조를 거쳐서 전체 포신의 길이가 증가했고, 무게도 180kg으로 늘어났다.

## 운용

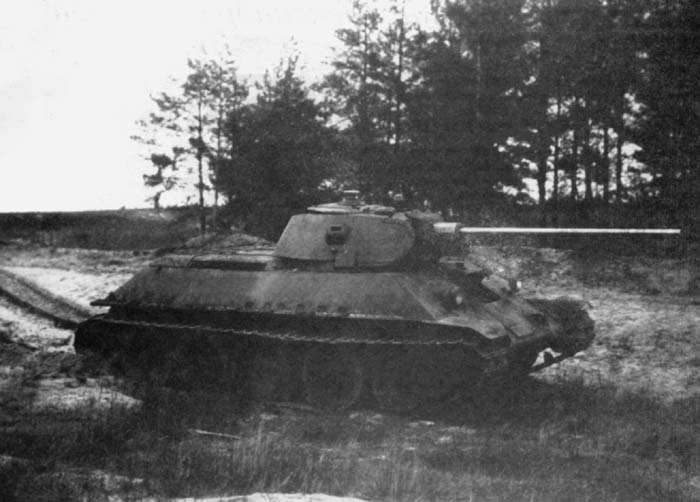

T-34-57은 단 한 번도 "T-34-76"이라 불린 적이 없는데, 이는 T-34-76으로 제식명칭이 지정된 적이 없기 때문이다. 1941년 여름부터 T-34-57이 제작될 예정이었지만, 독일의 바르바로사 작전으로 인해 계획이 변경되었다. 1941년 9월 오직 10대의 T-34-57이 제작이 완료되었고, 이들은 바로 블라디미르가 이끄는 하리코프의 제21기갑여단에 배치되었다. 1941년 10월 14일 T-34-57이 배치된 제21기갑여단은 칼리닌그라드 전투에 참여하여 4일 동안 1,000명의 독일군을 사살하고 34대의 독일 전차와 210대의 장갑차, 25문의 대전차포를 파괴하고 중부 집단군의 본부 3개를 파괴했다. 그러나 제1기갑대대의 대대장 미하일 아길바로프와 제21기갑여단 소속 미하일 루킨은 이 전투에서 사망했다. 마지막 남은 T-34-57은 1941년 10월 30일 파괴되었다.
1943년 T-34의 생산이 재개되었다. 소련 당국은 이번에 조작법과 작동 방식이 복잡해진 개조된 ZIS-4를 탑재했다. ZIS-4는 1,000m에서도 장갑을 뚫을 수 있는 관통력을 자랑했고 곧 붉은 군대에 도입되었다. 포격으로 인해 일부 포들이 망가지기는 했지만 생산이 중단되지는 않았다. 그러나 1943년 7월에는 T-34-57이 1대만 제작되었고, 8월에는 5대만이 제작되었다. 85mm 포에 우선 순위가 부여됨에 따라 모든 57mm 포의 생산이 후순위로 밀려났다. 1943년 이후 T-34-57은 생산되지 않았지만 57mm 포의 생산은 1950년대까지 이어졌다.

## 같이 보기
- T-34-76
- T-34-85
- T-34-100